# Suehiro Izutarō

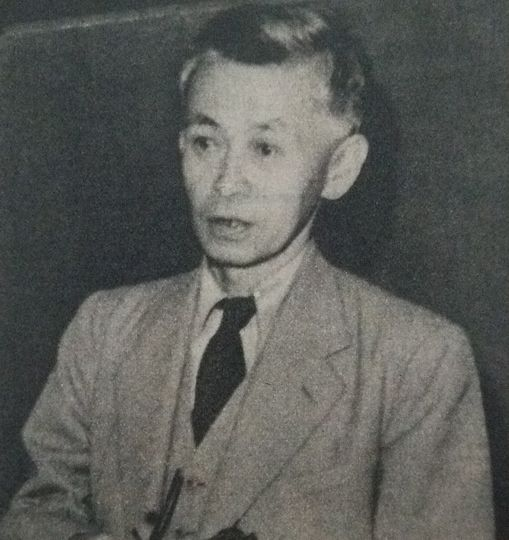
Suehiro Izutarō

Suehiro Izutarō (japanisch 末弘 厳太郎; geb. 30. November 1888 in der Präfektur Yamaguchi; gest. 11. September 1951 in Tōkyō) war ein japanischer Jurist mit den Schwerpunkten Zivil- und Arbeitsrecht.

## Leben und Werk
Suehiro Izutarō, Sohn des am Obersten Gerichtshof tätigen Suehiro Ikashi (末弘 厳石; 1858–1922), machte 1912 seinen Abschluss an der Juristischen Fakultät der Universität Tōkyō. 1914 wurde er Mitglied der Fakultät. Von 1917 bis 1920 studierte er an der Universität Chikago, wo er sich mit der Methode der Fallstudien befasste, und in der Schweiz, wo er mit den Ideen von Eugen Ehrlich, Begründer der Rechtssoziologe, in Berührung kam. Dos führte zu einem positivistischen Einstellung gegenüber dem Privatrecht. Er betonte die Bedeutung von Präzedenzfällen und organisierte eine Studiengruppe unter dem Namen „Mimpō hanrei kenkyūkai“ (民法判例研究会) an der Universität Tōkyō. Sehiro begann sich auch für die Probleme der Land- und der Industriearbeiter zu interessieren. Er war der Erste in den Jahren vor dem Pazifikkrieg, der über entsprechende Gesetze Vorträge hielt.
In 1942, als er Leiter des Siedlungsprojekts der Kaiserlichen Universität Tokio war, berichtete er in einer Ausgabe der von ihm herausgegebenen Rechtszeitschrift Hōritsu Jihō über Konstantin Hierl und seine Arbeitspolitik.
Seine Interesse an amerikanischem Richterrecht hat die Entwicklung des Styls der japanischen Jurisprudenz weitgehend beeinflusst.
1946 wurde Suehiro als „Meiyo Kyōju“ verabschiedet. Er wurde der erste Vorsitzende der „Central Labor Relations Commission“ (中央労働委員会, Chūō rōdō iinkai) und vermittelte Lösungen in zahlreichen Arbeitsauseinandersetzungen.
Zu Suehiros Publikationen gehören „Bukken-hō“ (物権法) – „Sachenrecht“ 1921, „Nōson hōritsu mondai“ (農村法律問題) – „Rechtliche Frage in der Landwirtschaft“ 1924 und „Mimpō zakkichō“ (民法雑記帳) – „Vermischte Aufsätze zum Bürgerlichen Recht“ 1940.
1951 wurde Suehiro für „Nihon rōdō kumiai undōshi“ (日本労働組合運動史) „Geschichte der japanischen Gewerkschaftsbewegung“ mit dem Mainichi-Kulturpreis ausgezeichnet.